# 疏柔毛罗勒
疏柔毛罗勒（學名：Ocimum × africanum），俗称荆芥、矮糠、薄荷树、省头草、光明子。《中国植物志》 将之称为罗勒-疏柔毛变种。
疏柔毛罗勒为罗勒（學名：Ocimum basilicum var. basilicum）与灰罗勒的杂交种，与罗勒的不同在于“茎多分枝上升，叶小，长圆形，叶柄及轮伞花序极多疏柔毛，总状花序延长。”
疏柔毛罗勒在河南、安徽、湖北、江西等地俗称荆芥。需要注意的是中药荆芥的正品是裂叶荆芥和多裂叶荆芥，而《中国植物志》的荆芥是猫薄荷。
疏柔毛罗勒产非洲至亚洲温暖地带，主要種植於東北非至南亞。作為烹飪用的香草，出現於豫菜、阿拉伯、泰國飲食、寮國、馬來西亞、印尼、和菲律賓飲食中。在中国河北、河南、江苏、浙江、安徽、江西、福建、台湾、广东、广西、贵州、四川、云南，均作为芳香植物栽培，间或有逸为野生的。
疏柔毛罗勒“全草入药，治胃痛，胃痉挛、胃肠胀气、消化不良、肠炎腹泻、外感风寒、头痛、胸痛、跌打损伤、瘀肿、风湿性关节炎、小儿发热、肾脏炎、蛇咬伤，煎水洗湿疹及皮炎；茎叶为产科要药，可使分娩前血行良好；种子名光明子，主治目翳，并试用于避孕。”